# ملک بابو
ملک بابو روستایی از توابع بخش انابد شهرستان بردسکن در استان خراسان رضوی ایران است. کویر ملک بابو از نام این روستا نامگذاری شده‌است.

## جمعیت
این روستا در دهستان صحرا قرار دارد و براساس سرشماری مرکز آمار ایران در سال ۱۳۸۵، جمعیت آن زیر سه خانوار بوده‌است.